# Perche en Nocé
Perche en Nocé é uma comuna francesa na região administrativa da Normandia, no departamento de Orne. Estende-se por uma área de 86.63 km². Em 2010 a comuna tinha 2 092 habitantes (densidade: 24,1 hab./km²).
Foi criada em 1 de janeiro de 2016, a partir da fusão das antigas comunas de Colonard-Corubert, Dancé, Nocé (sede da comuna), Préaux-du-Perche, Saint-Aubin-des-Grois e Saint-Jean-de-la-Forêt.